# Valerij Jakovlevič Lonskoj
Valerij Jakovlevič Lonskoj (in russo Валерий Яковлевич Лонской?; Chabarovsk, 21 marzo 1941 – Mosca, 6 giugno 2021) è stato un regista sovietico.

## Filmografia parziale

### Regista
- V lazorevoj stepi (1970)
- Nebo so mnoj (1974)
- Priezžaja (1977)
- Belyj voron (1979)
- Letargija (1983)